# Gran Premio de Catar de Motociclismo de 2024
El Gran Premio de Catar de 2024 (oficialmente  Qatar Airways Grand Prix of Qatar), fue la primera prueba del Campeonato del Mundo de Motociclismo de 2024. Tuvo lugar en el fin de semana del 8 al 10 de marzo de 2024 en el Circuito Internacional de Losail, situado en la ciudad de Doha, Catar.
La carrera al sprint de MotoGP fue ganada por Jorge Martín, seguido de  Brad Binder y Aleix Espargaró.
La carrera de MotoGP fue ganada por Francesco Bagnaia, seguido de Brad Binder y Jorge Martín. Alonso López fue el ganador de la prueba de Moto2, por delante de Barry Baltus y Sergio García. La carrera de Moto3 fue ganada por David Alonso, Daniel Holgado fue segundo y Taiyo Furusato tercero.

## Resultados

### Resultados MotoGP

#### Carrera al sprint
| Pos.    | N.º | Piloto                | Equipo                            | Constructor | Vueltas | Tiempo    | Parrilla | Puntos |
| ------- | --- | --------------------- | --------------------------------- | ----------- | ------- | --------- | -------- | ------ |
| 1       | 89  | Jorge Martín          | Prima Pramac Racing               | Ducati      | 11      | 20:41.287 | 1        | 12     |
| 2       | 33  | Brad Binder           | Red Bull KTM Factory Racing       | KTM         | 11      | +0.548    | 4        | 9      |
| 3       | 41  | Aleix Espargaró       | Aprilia Racing                    | Aprilia     | 11      | +0.729    | 2        | 7      |
| 4       | 1   | Francesco Bagnaia     | Ducati Lenovo Team                | Ducati      | 11      | +1.625    | 5        | 6      |
| 5       | 93  | Marc Márquez          | Gresini Racing MotoGP             | Ducati      | 11      | +1.872    | 6        | 5      |
| 6       | 23  | Enea Bastianini       | Ducati Lenovo Team                | Ducati      | 11      | +2.322    | 3        | 4      |
| 7       | 73  | Álex Márquez          | Gresini Racing MotoGP             | Ducati      | 11      | +3.154    | 9        | 3      |
| 8       | 31  | Pedro Acosta          | Red Bull GASGAS Tech3             | KTM         | 11      | +4.431    | 8        | 2      |
| 9       | 12  | Maverick Viñales      | Aprilia Racing                    | Aprilia     | 11      | +6.738    | 10       | 1      |
| 10      | 43  | Jack Miller           | Red Bull KTM Factory Racing       | KTM         | 11      | +12.670   | 11       |        |
| 11      | 72  | Marco Bezzecchi       | Pertamina Enduro VR46 Racing Team | Ducati      | 11      | +12.835   | 15       |        |
| 12      | 20  | Fabio Quartararo      | Monster Energy Yamaha MotoGP      | Yamaha      | 11      | +12.863   | 16       |        |
| 13      | 88  | Miguel Oliveira       | Trackhouse Racing MotoGP          | Aprilia     | 11      | +13.095   | 14       |        |
| 14      | 25  | Raúl Fernández        | Trackhouse Racing MotoGP          | Aprilia     | 11      | +13.795   | 12       |        |
| 15      | 36  | Joan Mir              | Repsol Honda Team                 | Honda       | 11      | +14.096   | 17       |        |
| 16      | 5   | Johann Zarco          | LCR Honda Castrol                 | Honda       | 11      | +14.840   | 13       |        |
| 17      | 42  | Álex Rins             | Monster Energy Yamaha MotoGP      | Yamaha      | 11      | +15.629   | 20       |        |
| 18      | 37  | Augusto Fernández     | Red Bull GASGAS Tech3             | KTM         | 11      | +17.711   | 18       |        |
| 19      | 30  | Takaaki Nakagami      | LCR Honda IDEMITSU                | Honda       | 11      | +22.733   | 19       |        |
| 20      | 21  | Franco Morbidelli     | Prima Pramac Racing               | Ducati      | 11      | +23.267   | 22       |        |
| 21      | 10  | Luca Marini           | Repsol Honda Team                 | Honda       | 11      | +25.553   | 21       |        |
| Ret     | 49  | Fabio Di Giannantonio | Pertamina Enduro VR46 Racing Team | Ducati      | 2       | Colisión  | 7        |        |
| Fuente: |     |                       |                                   |             |         |           |          |        |

#### Carrera
La carrera estaba programada en 22 vueltas pero fue reducida a 21 vueltas debido a problemas técnicos en la moto de Raúl Fernández tras la primera vuelta de calentamiento.
| Pos.    | N.º | Piloto                | Equipo                            | Constructor | Vueltas | Tiempo             | Parrilla | Puntos |
| ------- | --- | --------------------- | --------------------------------- | ----------- | ------- | ------------------ | -------- | ------ |
| 1       | 1   | Francesco Bagnaia     | Ducati Lenovo Team                | Ducati      | 21      | 39:34.869          | 5        | 25     |
| 2       | 33  | Brad Binder           | Red Bull KTM Factory Racing       | KTM         | 21      | +1.329             | 4        | 20     |
| 3       | 89  | Jorge Martín          | Prima Pramac Racing               | Ducati      | 21      | +1.933             | 1        | 16     |
| 4       | 93  | Marc Márquez          | Gresini Racing MotoGP             | Ducati      | 21      | +3.429             | 6        | 13     |
| 5       | 23  | Enea Bastianini       | Ducati Lenovo Team                | Ducati      | 21      | +5.153             | 3        | 11     |
| 6       | 73  | Álex Márquez          | Gresini Racing MotoGP             | Ducati      | 21      | +6.791             | 9        | 10     |
| 7       | 49  | Fabio Di Giannantonio | Pertamina Enduro VR46 Racing Team | Ducati      | 21      | +9.161             | 7        | 9      |
| 8       | 41  | Aleix Espargaró       | Aprilia Racing                    | Aprilia     | 21      | +11.242            | 2        | 8      |
| 9       | 31  | Pedro Acosta          | Red Bull GASGAS Tech3             | KTM         | 21      | +11.595            | 8        | 7      |
| 10      | 12  | Maverick Viñales      | Aprilia Racing                    | Aprilia     | 21      | +13.197            | 10       | 6      |
| 11      | 20  | Fabio Quartararo      | Monster Energy Yamaha MotoGP      | Yamaha      | 21      | +17.701            | 16       | 5      |
| 12      | 5   | Johann Zarco          | LCR Honda Castrol                 | Honda       | 21      | +18.075            | 13       | 4      |
| 13      | 36  | Joan Mir              | Repsol Honda Team                 | Honda       | 21      | +18.437            | 17       | 3      |
| 14      | 72  | Marco Bezzecchi       | Pertamina Enduro VR46 Racing Team | Ducati      | 21      | +19.194            | 15       | 2      |
| 15      | 88  | Miguel Oliveira       | Trackhouse Racing MotoGP          | Aprilia     | 21      | +20.717            | 14       | 1      |
| 16      | 42  | Álex Rins             | Monster Energy Yamaha MotoGP      | Yamaha      | 21      | +24.093            | 20       |        |
| 17      | 37  | Augusto Fernández     | Red Bull GASGAS Tech3             | KTM         | 21      | +24.106            | 18       |        |
| 18      | 21  | Franco Morbidelli     | Prima Pramac Racing               | Ducati      | 21      | +24.641            | 22       |        |
| 19      | 30  | Takaaki Nakagami      | LCR Honda IDEMITSU                | Honda       | 21      | +25.556            | 19       |        |
| 20      | 10  | Luca Marini           | Repsol Honda Team                 | Honda       | 21      | +42.422            | 21       |        |
| 21      | 43  | Jack Miller           | Red Bull KTM Factory Racing       | KTM         | 21      | +42.761            | 11       |        |
| Ret     | 25  | Raúl Fernández        | Trackhouse Racing MotoGP          | Aprilia     | 17      | Problemas técnicos | 12       |        |
| Fuente: |     |                       |                                   |             |         |                    |          |        |

### Resultados Moto2
| Pos.    | N.º | Piloto                  | Constructor | Vueltas | Tiempo     | Parrilla | Puntos |
| ------- | --- | ----------------------- | ----------- | ------- | ---------- | -------- | ------ |
| 1       | 21  | Alonso López            | Boscoscuro  | 18      | 35:45.595  | 2        | 25     |
| 2       | 7   | Barry Baltus            | Kalex       | 18      | +0.055     | 6        | 20     |
| 3       | 3   | Sergio García           | Boscoscuro  | 18      | +0.742     | 18       | 16     |
| 4       | 79  | Ai Ogura                | Boscoscuro  | 18      | +1.514     | 13       | 13     |
| 5       | 18  | Manuel González         | Kalex       | 18      | +5.100     | 4        | 11     |
| 6       | 24  | Marcos Ramírez          | Kalex       | 18      | +5.320     | 7        | 10     |
| 7       | 16  | Joe Roberts             | Kalex       | 18      | +9.058     | 14       | 9      |
| 8       | 75  | Albert Arenas           | Kalex       | 18      | +9.210     | 3        | 8      |
| 9       | 13  | Celestino Vietti        | Kalex       | 18      | +10.710    | 16       | 7      |
| 10      | 44  | Arón Canet              | Kalex       | 18      | +10.879    | 1        | 6      |
| 11      | 35  | Somkiat Chantra         | Kalex       | 18      | +15.066    | 15       | 5      |
| 12      | 52  | Jeremy Alcoba           | Kalex       | 18      | +18.986    | 12       | 4      |
| 13      | 84  | Zonta van den Goorbergh | Kalex       | 18      | +19.038    | 9        | 3      |
| 14      | 64  | Bo Bendsneyder          | Kalex       | 18      | +22.338    | 17       | 2      |
| 15      | 53  | Deniz Öncü              | Kalex       | 18      | +22.568    | 20       | 1      |
| 16      | 54  | Fermín Aldeguer         | Boscoscuro  | 18      | +25.220    | 10       |        |
| 17      | 81  | Senna Agius             | Kalex       | 18      | +27.060    | 21       |        |
| 18      | 16  | Darryn Binder           | Kalex       | 18      | +28.515    | 11       |        |
| 19      | 71  | Dennis Foggia           | Kalex       | 18      | +30.099    | 23       |        |
| 20      | 14  | Tony Arbolino           | Kalex       | 18      | +30.356    | 5        |        |
| 21      | 12  | Filip Salač             | Kalex       | 18      | +41.203    | 19       |        |
| 22      | 10  | Diogo Moreira           | Kalex       | 18      | +43.118    | 26       |        |
| 23      | 20  | Xavier Cardelús         | Kalex       | 18      | +43.185    | 27       |        |
| 24      | 34  | Mario Aji               | Kalex       | 18      | +43.259    | 28       |        |
| 25      | 5   | Jaume Masià             | Kalex       | 18      | +43.623    | 22       |        |
| 26      | 11  | Álex Escrig             | Forward     | 17      | + 1 vuelta | 25       |        |
| 27      | 43  | Xavier Artigas          | Forward     | 17      | + 1 vuelta | 29       |        |
| Ret     | 28  | Izan Guevara            | Kalex       | 12      | Retirado   | 8        |        |
| Ret     | 22  | Ayumu Sasaki            | Kalex       | 6       | Caída      | 25       |        |
| WD      | 96  | Jake Dixon              | Kalex       |         | No corrió  |          |        |
| 1. 2.   |     |                         |             |         |            |          |        |
| Fuente: |     |                         |             |         |            |          |        |

### Resultados Moto3
| Pos.    | N.º | Piloto             | Constructor | Vueltas | Tiempo    | Parrilla | Puntos |
| ------- | --- | ------------------ | ----------- | ------- | --------- | -------- | ------ |
| 1       | 80  | David Alonso       | CFMoto      | 16      | 35:45.595 | 8        | 25     |
| 2       | 96  | Daniel Holgado     | Gas Gas     | 16      | +0.041    | 1        | 20     |
| 3       | 72  | Taiyo Furusato     | Honda       | 16      | +0.143    | 18       | 16     |
| 4       | 54  | Riccardo Rossi     | KTM         | 16      | +0.186    | 7        | 13     |
| 5       | 95  | Collin Veijer      | Husqvarna   | 16      | +0.338    | 10       | 11     |
| 6       | 82  | Stefano Nepa       | KTM         | 16      | +0.416    | 16       | 10     |
| 7       | 24  | Tatsuki Suzuki     | Husqvarna   | 16      | +1.144    | 19       | 9      |
| 8       | 66  | Joel Kelso         | KTM         | 16      | +9.465    | 6        | 8      |
| 9       | 48  | Iván Ortolá        | KTM         | 16      | +10.019   | 2        | 7      |
| 10      | 12  | Jacob Roulstone    | Gas Gas     | 16      | +10.626   | 17       | 6      |
| 11      | 78  | Joel Esteban       | CFMoto      | 16      | +10.827   | 23       | 5      |
| 12      | 36  | Ángel Piqueras     | Honda       | 16      | +10.933   | 12       | 4      |
| 13      | 19  | Scott Ogden        | Honda       | 16      | +12.928   | 20       | 3      |
| 14      | 10  | Nicola Carraro     | KTM         | 16      | +12.946   | 22       | 2      |
| 15      | 58  | Luca Lunetta       | Honda       | 16      | +13.527   | 14       | 1      |
| 16      | 64  | David Muñoz        | KTM         | 16      | +15.953   | 13       |        |
| 17      | 55  | Noah Dettwiler     | KTM         | 16      | +28.926   | 25       |        |
| 18      | 70  | Joshua Whatley     | Honda       | 16      | +29.126   | 21       |        |
| 19      | 5   | Tatchakorn Buasri  | Honda       | 16      | + 34.620  | 24       |        |
| Ret     | 21  | Vicente Pérez      | KTM         | 15      | Colisión  | 4        |        |
| Ret     | 31  | Adrián Fernández   | Honda       | 15      | Colisión  | 9        |        |
| Ret     | 6   | Ryusei Yamanaka    | KTM         | 14      | Caída     | 15       |        |
| Ret     | 7   | Filippo Farioli    | Honda       | 4       | Colisión  | 5        |        |
| Ret     | 18  | Matteo Bertelle    | Honda       | 4       | Colisión  | 11       |        |
| Ret     | 99  | José Antonio Rueda | KTM         | 2       | Colisión  | 3        |        |
| WD      | 22  | David Almansa      | Honda       |         | No corrió |          |        |
| 1.      |     |                    |             |         |           |          |        |
| Fuente: |     |                    |             |         |           |          |        |